# Théâtre Sébastopol
 (août 2023).
Si vous disposez d'ouvrages ou d'articles de référence ou si vous connaissez des sites web de qualité traitant du thème abordé ici, merci de compléter l'article en donnant les références utiles à sa vérifiabilité et en les liant à la section « Notes et références ».

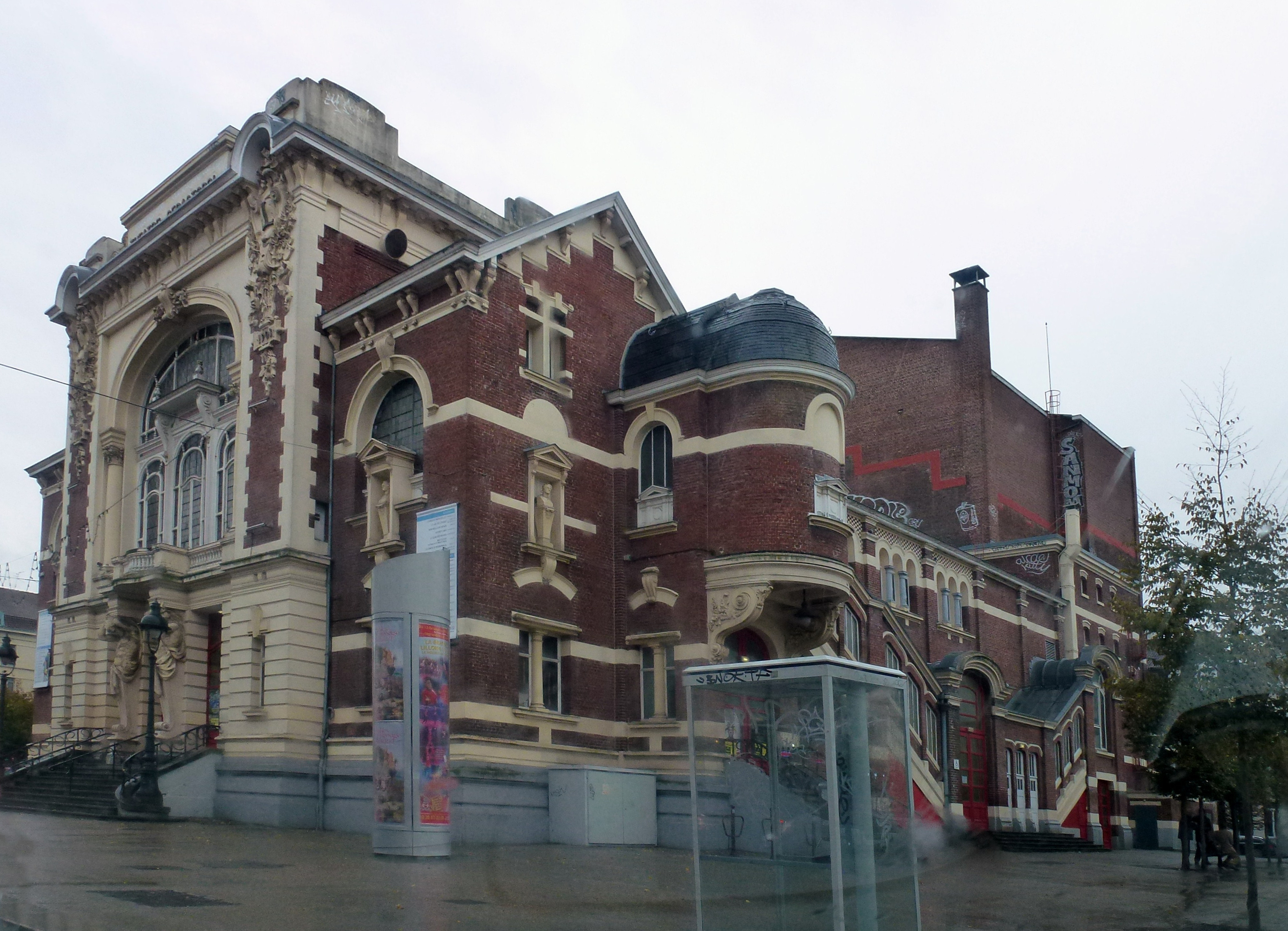
Le théâtre Sébastopol.

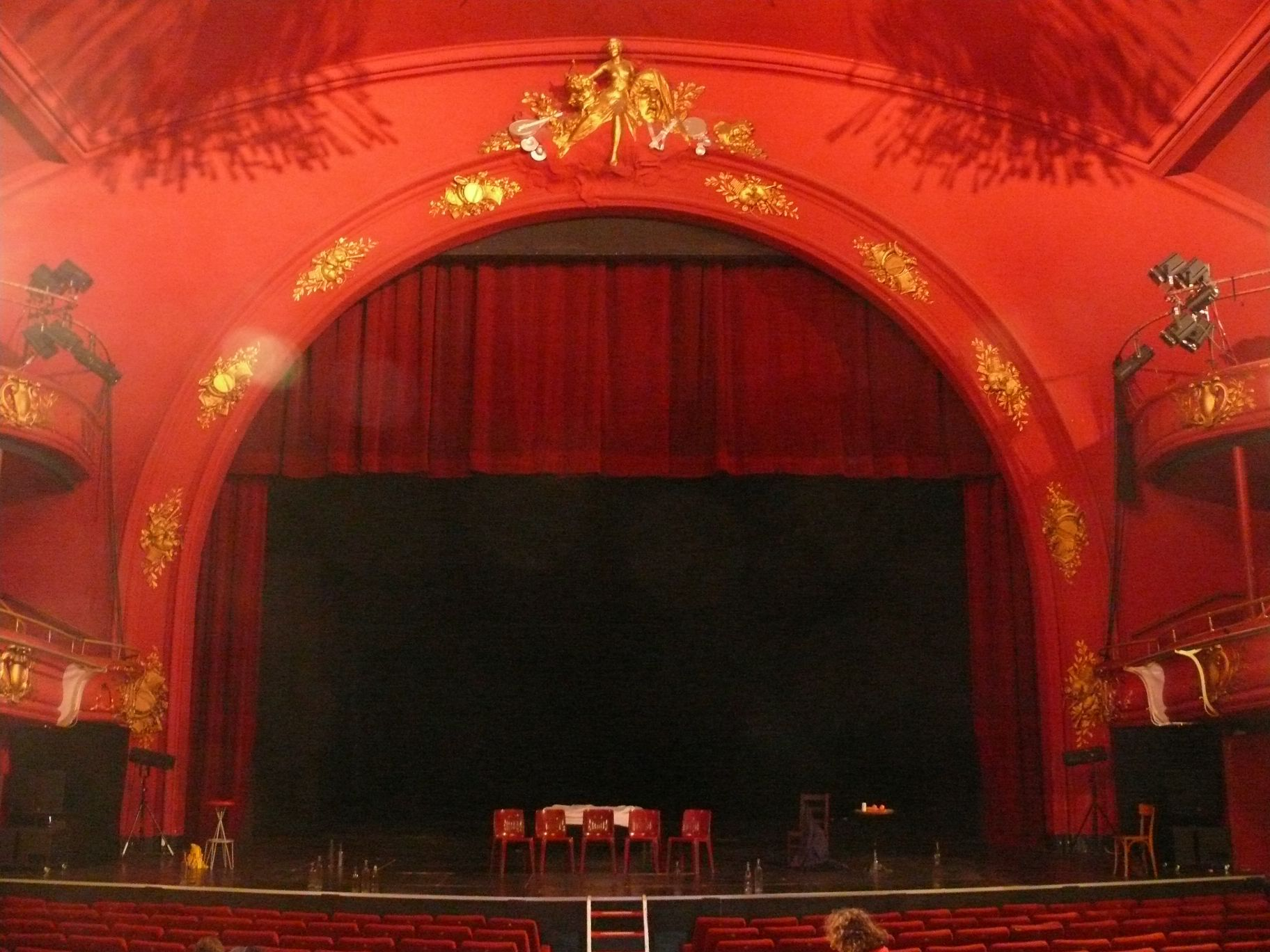
Intérieur du théâtre.

Le théâtre Sébastopol est un théâtre et une salle de spectacle de 1 350 places situé place Sébastopol, à Lille. 

## Introduction
Il accueille aujourd'hui plus d'une soixantaine de spectacles, concerts, pièces de théâtre, one (wo)man show par an, aussi bien d'artistes francophones célèbres et que de personnalités internationales. Il accueille également projections, festivals, conférences, débats, meeting politiques etc. 
Il est un lieu incontournable, reconnu dans le milieu des salles de théâtre en France; et est un passage obligé pour bon nombre d'artistes qui choisissent pour certains d'y effectuer la captation vidéo de leur spectacle. 
Le public du Sébastopol est également souvent réputé comme étant l'un des meilleurs de France. 

Logo du Théâtre Sébastopol.

Ce site est desservi par la station de métro République - Beaux-Arts.

## Histoire
À la suite de l'incendie ayant ravagé le Grand Théâtre, le 6 avril 1903, Gustave Delory, alors maire de Lille,  déclare lors du conseil municipal du 8 mai 1903, avoir « accueilli avec empressement un projet de construction d'un Cirque-Théâtre à ériger sur la place Sébastopol », sur laquelle avaient d'ores et déjà été creusées les fondations de halles de lin. Le théâtre avait vocation à être « provisoire » pour que la saison suivante ne soit pas « perdue » .
Le 20 mai 1903, cinq projets sont retenus. Le 14 juin 1903, le conseil municipal charge l'architecte Léonce Hainez et à l'entreprise Debosque d'Armentières de construire dans un délai de quatre mois, ce théâtre provisoire. 
La construction des fondations débuta le 15 juillet 1903 et les travaux « hors sol » le 19 août 1903. Le montant des travaux est estimé à 349 826 francs, dépassant le budget initial de 300 000 francs. L'inauguration eut lieu le 30 novembre de la même année, après seulement 103 jours de travaux. Le spectateur découvrit alors une salle de 2 000 places (qui ne s'appelait pas encore Sébastopol) au plafond peint de motifs à la mode de l'époque, éclairée par quatre lustres, et dont la fosse d'orchestre, presque au niveau de la salle, était bien visible du public. 
L'absence de confort était toutefois critiquée, la salle n'ayant pas d'allée centrale et utilisant des planches en bois en guise de bancs. Sa proximité avec le quartier populaire de Wazemmes et sa situation excentrée déplaisent aux classes bourgeoises.
Des travaux de remise en sécurité sont entrepris le 15 mai 1998, couvrant un budget total de 13,4 millions de francs (soit environ 3 millions d'€ en 2022 ). Des travaux d’électricité et de menuiserie, avec renforcement des balustrades d’escalier, accompagnèrent une remise en peinture totale de la salle . Le 15 décembre 1998, le théâtre Sébastopol rouvre ses portes après six mois de travaux.
En 2021, un programme de restauration du théâtre débute avec la reprise des perrons et des portes d’accès. En novembre 2022, des travaux d'une durée de 10 mois débutent pour restaurer le corps central (éléments décoratifs majeurs, couvertures des façades principales, du balcon et de la baie en façade) afin d'empêcher la perte définitive des éléments décoratifs de la façade et de garantir la longévité du bâtiment,.

## Caractéristiques actuelles
La salle contient depuis les travaux de remise en sécurité de 1998 1 350 places. Une très bonne visibilité et une acoustique parfaite contribuent à son succès constant. 
Depuis août 2006, le théâtre Sébastopol est en gestion privée sous la direction de Guy Marseguerra.